# 할리크립투스속
할리크립투스속(Halicryptus)은 새예동물문의 할리크립투스강(Halicryptomorpha)에 속하는 유일한 동물 속으로, 크게 성장한다. 이 새예동물은 연성 퇴적물 생태 구조에 중요한 영향을 준다.

## 하위 종
할리크립투스속은 다음 종을 포함하고 있다.
- Halicryptus higginsi
- Halicryptus spinulosus - 모식종

## 참고 자료
- Lemburg, C. (1995). “Ultrastructure of the introvert and associated structures of the larvae of Halicryptus spinulosus (Priapulida)”. 《Zoomorphology》 115: 11–29. doi:10.1007/BF00397931.